# Кастор (зоря)

Кастор у сузір'ї Близнюків

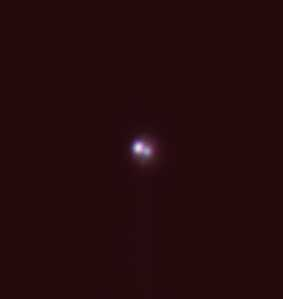
Кастор A і B

Ка́стор (α Gem / α Близнят) — друга за яскравістю зоря сузір'я Близнят, одна з найяскравіших зір неба. Хоча Баєр позначив її як «α», найяскравішою зорею сузір'я є Поллукс: він має меншу екліптичну широту, і тому Баєр позначив його як β Близнят. Неозброєному оку Кастор здається одиночною зорею, але насправді це шестикратна зоряна система, яка складається з трьох пар подвійних зір.

## Характеристики
Оптичну подвійність Кастора помітив Джованні Кассіні ще в 1678 році. Кутова відстань між компонентами із блиском 1,96m (Кастор А) і 2,91m (Кастор B) становить 4″ (станом на 2004 р.), період обертання — приблизно 467 років (сукупна видима зоряна величина — 1,58m). Кожний із компонентів є спектрально-подвійною зорею.
Кастор уперше зареєстрував як подвійну зорю Джеймс Паунд у 1718 році. Відстань між бінарними системами Кастор A і Кастор B збільшилася з приблизно 2″ (кутових секунди) у 1970 році до приблизно 6″ у 2017 році Ці пари мають зоряні величини 1,9 і 3,0, відповідно.
Було з'ясовано, що тьмяна змінна зоря 9-ї зоряної величини YY Близнят фізично пов'язана з Кастором. Вона розташована на кутовій відстані 73″ (1010 а. о.) від чотирьох компонентів, їй присвоєна умовна позначка Кастор C. Кастор C обертається навколо загального центра мас системи за час щонайменше кілька десятків тисяч років і теж є спектрально-подвійною зорею. Крім того, Кастор C є змінною типу BY Дракона.
Отже, Кастор — багатократна зоря, що складається із шести компонентів:
| Параметр          | Компонент | Компонент                       | Компонент | Компонент | Компонент | Компонент |
| Параметр          | Aa        | Ab                              | Ba        | Bb        | Ca        | Cb        |
| ----------------- | --------- | ------------------------------- | --------- | --------- | --------- | --------- |
| Спектральний клас | A1 V      | Невідомий (найвірогідніше M5 V) | A2 Vm     | M2 V      | M0.5 Ve   | M0.5 Ve   |
| Маса (M☉)         | 2,15      | 0,4—0,6                         | 1,7       | 0,4—0,6   | 0,62      | 0,57      |
| Радіус (R☉)       | 2,3       | ?                               | 1,6       | ?         | 0,76      | 0,68      |

Кастор — перша подвійна зоря, у якої ще Вільям Гершель в 1804 році виявив явний орбітальний рух.
Кастор названо на честь одного з міфічних близнюків Діоскурів, матір'ю яких була красуня Леда; батьком Кастора був Тіндарей.

## Рух у просторі
Досліджуючи інші зірки, які схожі за віком і властивостями на Кастор і рухаються подібним із ним чином, астрономи виокремили рухому групу зір Кастора. Ця невелика група містить близько 16 зір.

## Найближче оточення зорі
Перелічені нижче зоряні системи розташовані на відстані в межах 20 світлових років від системи Кастора:
| Зоря                 | Спектральний клас      | Відстань (св. років) |
| GJ 1096              | M V                    | 5,2                  |
| V376 Близнят         | K2-8 V                 | 5,8                  |
| HD 65583             | G8 V                   | 6,5                  |
| GJ 3491              | K V                    | 8,3                  |
| Росс 987             | M0,5 V                 | 8,3                  |
| ρ Близнят            | F0 V / ? / ?           | 8,9                  |
| GJ 3478              | M0 V                   | 9,0                  |
| 37 Близнят           | G0 V                   | 11                   |
| δ Близнят            | F0-2 V-IV / K3-6 V / ? | 12                   |
| HD 52711             | G4 V                   | 13                   |
| χ Рака               | F6 V                   | 13                   |
| DX Рисі              | G5 V                   | 14                   |
| ψ5 Візничого         | G0 V                   | 14                   |
| HD 55575             | G0 V                   | 15                   |
| 55 Рака              | G8 V / M3,5-4 V        | 17                   |
| HIP 35389            | A0 V                   | 18                   |
| 10 Великої Ведмедиці | F5 V / G5 V / ?        | 18                   |
| β Близнят            | K0 IIIb                | 18                   |
| HD 257498            | G0 V                   | 19                   |